# NGC 2675
NGC 2675 é uma galáxia elíptica (E) localizada na direcção da constelação de Ursa Major. Possui uma declinação de +53° 37' 02" e uma ascensão recta de 8 horas, 52 minutos e 05,0 segundos.
A galáxia NGC 2675 foi descoberta em 2 de Dezembro de 1861 por Heinrich Louis d'Arrest.